# Stratford (Iowa)
Stratford è un comune degli Stati Uniti d'America, situato nello Stato dell'Iowa, diviso tra la contea di Hamilton e la contea di Webster.